# Crucify
"Crucify" é uma canção escrita por Tori Amos. Foi lançado como o quinto single de seu álbum de estreia Little Earthquakes. Foi lançado em 12 de maio de 1992 pelo Atlantic Records na América do Norte e em 8 de junho pelo EastWest no Reino Unido.
A música fez parte da trilha sonora internacional da novela De Corpo e Alma, exibida em 1992 na Rede Globo.

## Listas de músicas e formatos
EUA EP único
1. "Crucify" (remix) – 4:18
2. "Winter" – 5:41
3. "Angie" (Mick Jagger, Keith Richards) – 4:25
4. "Smells Like Teen Spirit" (Kurt Cobain, Krist Novoselic, Dave Grohl) – 3:17
5. "Thank You" (Robert Plant, Jimmy Page) – 3:49

Reino Unido CD single
1. "Crucify" (remix) – 4:18
2. "Here. In My Head" – 3:53
3. "Mary" – 4:27
4. "Crucify" (mix alternativo) – 4:58 ("versão LP")

Reino Unido EP único
1. "Little Earthquakes" (ao vivo) – 6:58
2. "Crucify" (ao vivo) – 5:19
3. "Precious Things" (ao vivo) – 5:03
4. "Mother" (ao vivo) – 6:37

## Desempenho nas paradas
| Top (1992)                                    | Melhor posição |
| --------------------------------------------- | -------------- |
| Alemanha - Media Control Charts               | 84             |
| Austrália - ARIA Singles Chart                | 83             |
| Canadá - RPM                                  | 74             |
| Estados Unidos - Billboard Modern Rock Tracks | 22             |
| França - SNEP                                 | 17             |
| Irlanda - Irish Singles Chart                 | 25             |
| Países Baixos - Mega Top 100                  | 79             |
| Reino Unido - UK Singles Chart                | 15             |
| Suécia - Sverigetopplistan                    | 16             |